# David Shulkin

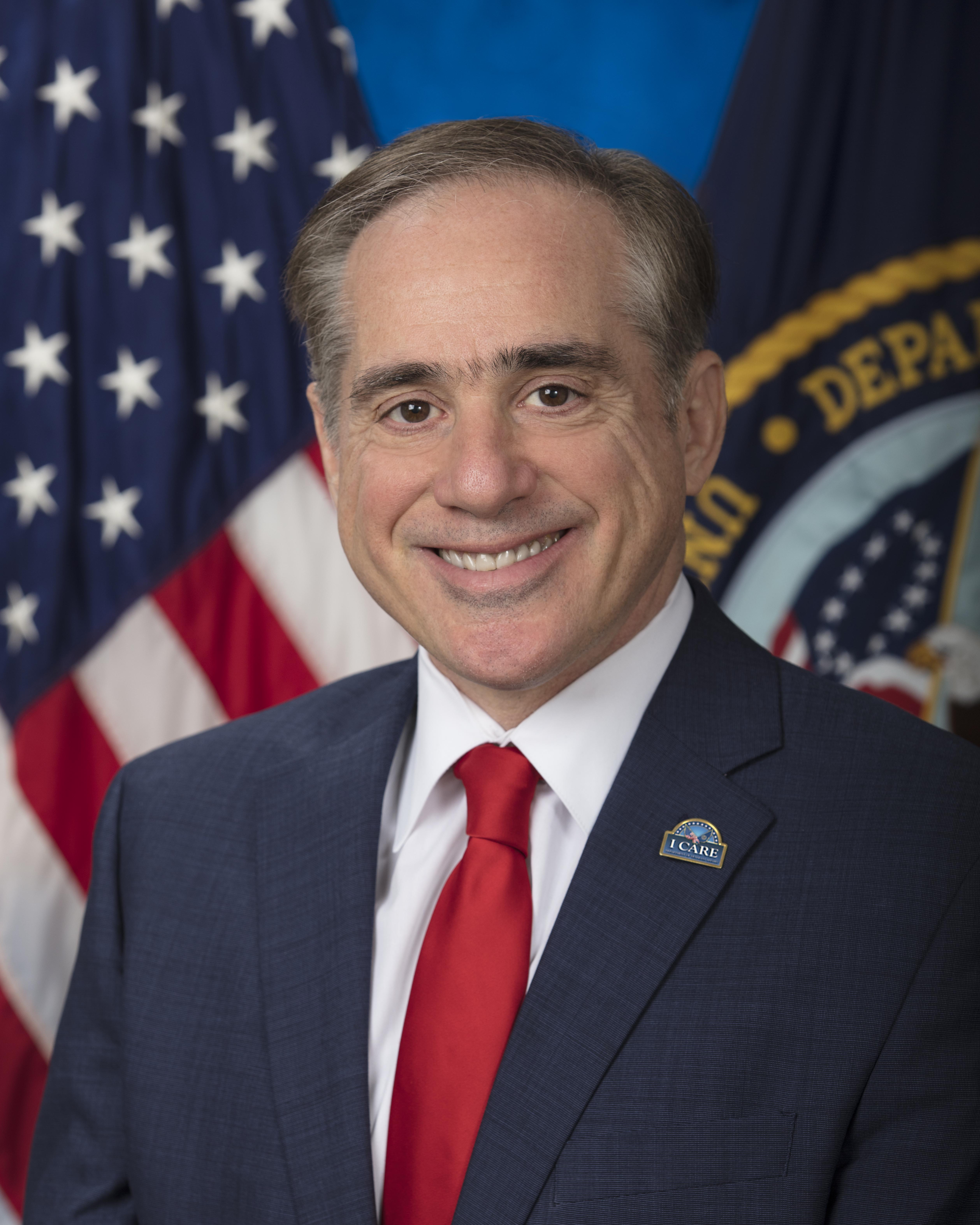
David Shulkin (2017)

David Jonathon Shulkin (* 22. Juli 1959 in Highland Park (Illinois)) ist ein US-amerikanischer Arzt und Beamter.
Er war seit 2015 Staatssekretär im Kriegsveteranenministerium der Vereinigten Staaten und wurde am 11. Januar 2017 vom designierten Präsidenten Donald Trump als Minister dieses Ministeriums angekündigt. Am 13. Februar 2017 wurde seine Nominierung vom Senat einstimmig bestätigt. Am 28. März 2018 wurde er von seinen Aufgaben entbunden.
Das Weiße Haus behauptete später, Shulkin sei zurückgetreten; Shulkin dementierte dies.